# Специальные методики рентгенологического исследования

К специальным методикам относятся те, которые позволяют получить изображение на специальных установках, предназначенных для исследования определённых органов и областей (маммография, ортопантомография). К специальным методикам относится также большая группа контрастных исследований в разделе рентгенология, при которых изображения получаются с применением искусственного контрастирования органов.

## Методики для исследования областей и органов
- Маммография - рентгенологическое исследование молочной железы. Оно выполняется для изучения структуры молочной железы при обнаружении в ней уплотнений, а также с профилактической целью. Существуют специальные рентгеновские аппараты - маммографы, оборудованные штативами для укладки молочной железы с устройством для её компрессии, что позволяет уменьшить толщину тканей и повысить качество маммограмм.
- Ортопантомография - метод зонографии челюстей в плоскостном изображении. Отдельное изображение каждого зуба  последовательной съёмкой узким пучком рентгеновских лучей на отдельные участки плёнки. Методика позволяет исследовать и другие отделы лицевого скелета (околоносовые пазухи, глазницы).

## Методики с применением искусственного контрастирования органов
Методики с применением искусственного контрастирования используются для получения изображения невидимых на обычных снимках органов или их частей. Это  диагностический пневмоторакс, пневмомедиастинография, диагностический пневмоперитонеум, пневморетроперитонеум, пневморен, бронхография, ирригоскопия, холецистография, холангиография, экскреторная урография, цистография, уретрография, гистеросальпингография, артериография, кардиография, флебография, лимфография, фистулография и пр.

Методика искусственного контрастирования в настоящее время является ведущей при рентгенологическом исследовании большинства внутренних органов.

### Способы искусственного контрастирования органов
Различают два способа искусственного контрастирования с помощью высокоатомных веществ.
1. Непосредственное введение контрастного вещества в полость органа - пищевода, желудка,  кишечника,  бронхов, кровеносных сосудов или  лимфатических сосудов, мочевыводящих путей, полостных систем почек , матки, слюнные протоки, свищевые ходы, ликворных пространств  головного мозга и  спинного мозга и т.д.
2. Использование специфической способности отдельных органов концентрировать те или иные контрастные вещества. Например, печень, желчный пузырь и почки концентрируют и выделяют некоторые введённые в организм соединения йода. После введения пациенту таких веществ на снимках через определённое время различаются желчные протоки, желчный пузырь, полостные системы почки, мочеточник, мочевой пузырь[13].